# المديرية العامة للآثار والمتاحف (سوريا)
المديرية العامة للآثار والمتاحف (DGAM) هي وكالة حكومية تخضع ادارياً للحكومة السورية وهي مسؤولة عن أنشطة الحماية والترويج والتنقيب في جميع مواقع التراث الوطني في البلاد. تأسست المديرية بعد فترة وجيزة من استقلال سوريا عام 1946 تحت الإشراف المركزي لوزارة الثقافة . في عام 2012 ، أ.د. تم تعيين الدكتور مأمون عبد الكريم مديرا عاما حتى 26 سبتمبر 2017.

## منظمة
تنقسم المديرية العامة إلى عدة مديريات مباشرة مختلفة بما في ذلك:
- مديرية شؤون المتاحف: مسؤولة عن إدارة وتطوير جميع المتاحف السورية ، بالإضافة إلى الإشراف على أي معرض أجنبي للقطع الأثرية السورية.
- مديرية الحفريات والدراسات الأثرية: مسؤولة عن إدارة وتنظيم والإشراف على أعمال الحفريات داخل سوريا وفهرسة أي نتائج.
- مركز الباسل للبحوث الأثرية والتدريب: مسؤول عن عملية البحث والتدريب الشاملة ، من حيث المنشورات والدورات ذات الأغراض الخاصة.
- مديرية التخطيط والإحصاء
- مديرية المباني التاريخية
- مديرية مواقع التراث العالمي
- إدارة اتصالات وتقنية المعلومات: مسؤولة عن توفير الأدوات المناسبة والبنية التحتية والتدريب لتطوير وإدارة ونشر قواعد بيانات مقتنيات المتاحف والمواقع التاريخية والمعالم الأثرية والمعلومات المكانية لمساعدة صانعي القرار.

اعتبارًا من عام 2011 ، تحتوي مكتبتها على حوالي 14000 مجلد.

## روابط خارجية
- الموقع الرسمي
 باللغة العربية